# Єгізкара
Єгізка́ра (каз. Егізқара) — село у складі Сауранського району Туркестанської області Казахстану. Входить до складу Майдантальський сільського округу.
У радянські часи село називалось Єгізкора.
Населення — 45 осіб (2021; 101 у 2009, 103 у 1999, 37 у 1989).